# Musée d'histoire de Niévès de Charlestown
Le musée d'histoire de Niévès est un musée situé à Charlestown, sur l'île de Niévès, à Saint-Christophe-et-Niévès.

## Historique
Le bâtiment du musée d'histoire de Niévès a été construit vers 1680. Détruit en 1840 lors d'un tremblement de terre, il a reconstruit puis restauré en 1983.
C'est également le lieu de naissance d'Alexander Hamilton, homme politique, financier, intellectuel et officier militaire américain.

## Architecture
Le musée d'histoire de Niévès est un bâtiment de deux étages. Le rez-de-chaussée abrite le musée et l'étage supérieur abrite l'Assemblée de l'île de Niévès.

## Collections
Le musée abrite une carte détaillée du fort Charles, dessinée en 1679. Celle-ci montre les emplacements et les dimensions des murs originaux, ainsi que l’emplacement de plusieurs structures secondaires à l’intérieur des murs.